# Bruzolo
Bruzolo (Bruzeul in piemontese, Bërsoel in francoprovenzale e dunque Bruzòlo in italiano) è un comune italiano di 1 479 abitanti della città metropolitana di Torino in Piemonte, noto nei libri di storia per il trattato di Bruzolo firmato presso il castello nel 1610.

## Geografia fisica
Il comune di Bruzolo si trova in bassa Val di Susa e il suo capoluogo è collocato in sinistra idrografica della Dora Riparia, fiume che ne costituisce il confine meridionale, mentre la sommità dei monti il confine settentrionale, come già indicava il documento di affidamento del feudo ai Bertrandi nel 1227, riferendosi ai confini parrocchiali. Il territorio si suddivide in diverse grandi parti: una zona di fondovalle (detta Piano o Pramollo), una conoide alluvionale su cui sorge il paese che è utilizzata per circa due terzi per abitazioni e attività agricole, mentre il restante terzo è occupato dal Rio Pissaglio con una larga fascia per eventuali straripamenti e infine una zona di montagna.

## Storia

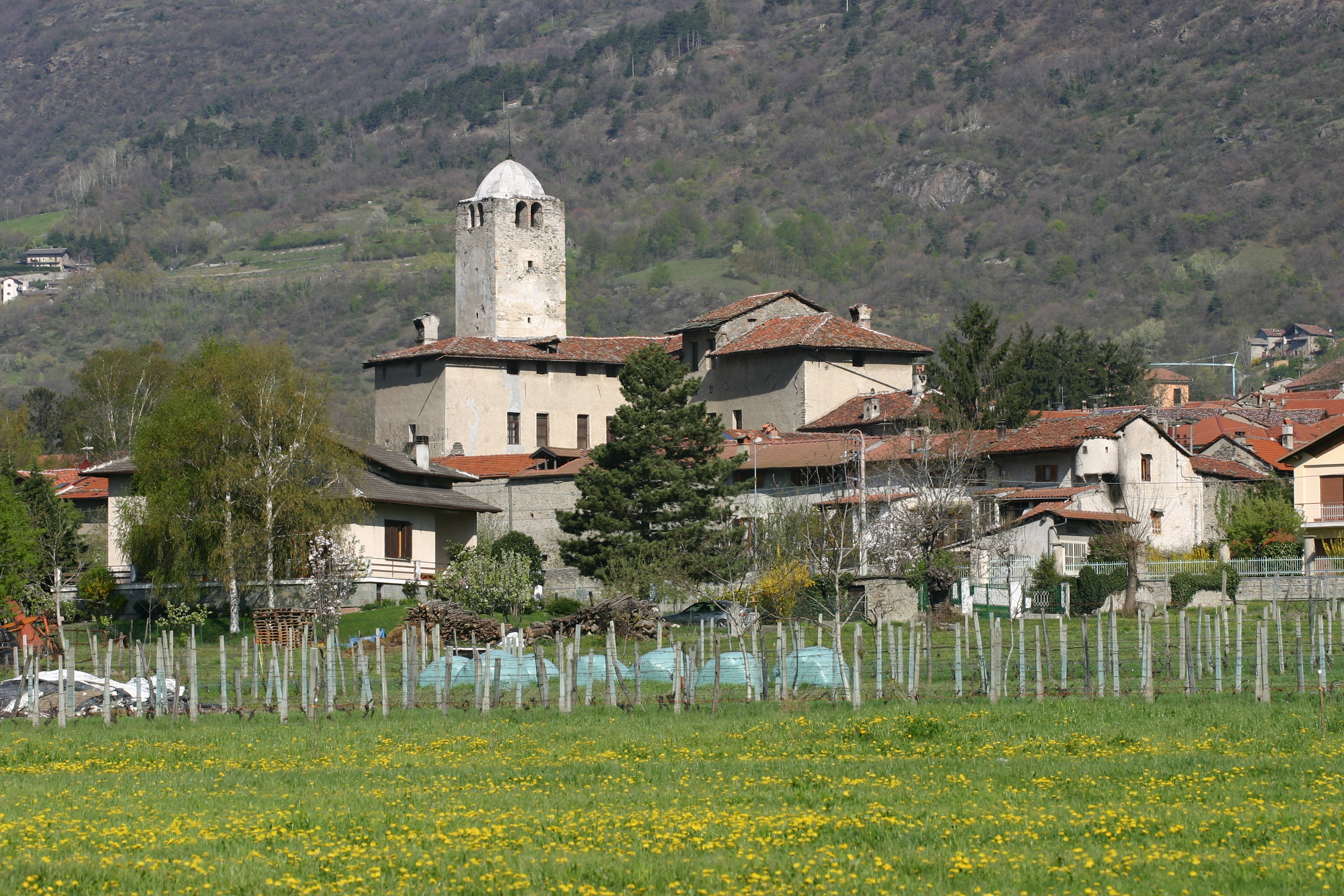
Il Castello di Bruzolo, sede dell'omonimo trattato di Bruzolo nel 1610

Nel Castello di Bruzolo venne firmato il 25 aprile 1610 il trattato di Bruzolo tra gli emissari di Enrico IV re di Francia, Claude de Bullion e François de Bonne de Lesdiguières, e Carlo Emanuele I duca di Savoia.

### Simboli
Lo stemma comunale riporta le figure di un'aquila e di un agnello che arde fra le fiamme. Secondo alcuni, fanno probabilmente riferimento ai simboli dei due santi patroni del paese, san Giovanni Evangelista e san Giovanni Battista (entrambi raffigurati sulla pala d'altare della chiesa parrocchiale), oppure, per quanto riguarda l'aquila, omaggio al simbolo araldico dei Conti Grosso di Bruzolo, feudatari del castello del paese dal 1544 al 1797. L'agnello è adagiato su paglia che arde, riferimento tradizionalmente attribuito al nome del paese, che richiamerebbe una terra bruciata dal sole. Secondo altri, l'agnello sarebbe il paese sottoposto al giogo del potere feudale ma non vinto.
Il gonfalone è un drappo di rosso.

## Monumenti e luoghi d'interesse

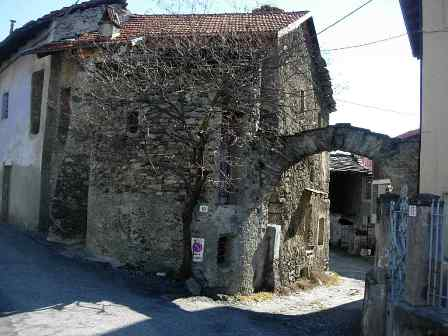
Antiche case nei pressi della zona chiamata Prevostale, dipendenza della Prevostura dell'Ospizio del Moncenisio

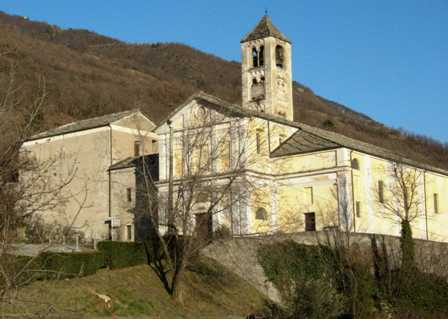
La Chiesa parrocchiale di Bruzolo

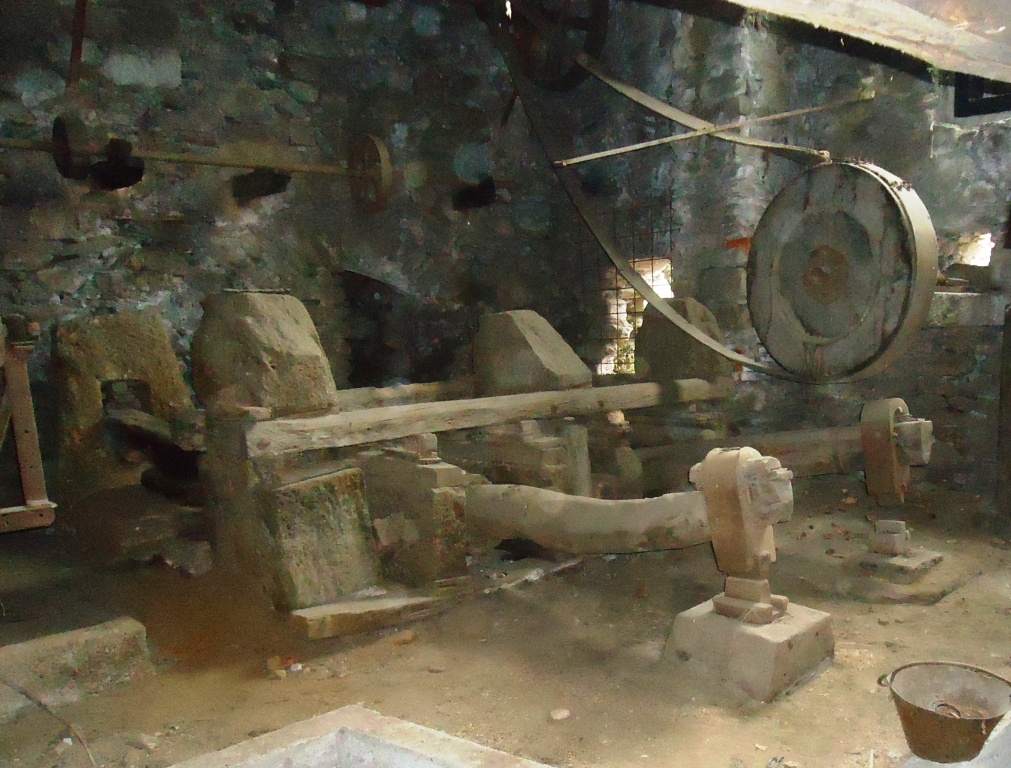
Magli della Fucina di Bruzolo

Bruzolo un tempo era composto dalla somma di più borgate autonome e cascine agricole e nel corso del Novecento ha visto un punto di unione ideale e geografico nel Municipio, costruito al centro dei vari abitati. Sparse per il paese e ora inframmezzate ai nuclei di nuova costruzione si trovano quindi antiche testimonianze della Bruzolo che fu. Antichi nuclei abitati sono, nell'ordine dal basso verso l'alto, in Via dei Mille alla Maffiodenza, Frazione S. Rocco, Cascina Mollardera, zona del Prevostale, Borgo Abbadia, zona Favro, zona dei Castagneti. Qui, sfruttando l'energia idraulica dei salti d'acqua derivati dal Rio Pissaglio, sono sorti in tempi diversi alcuni mulini (ne permangono due con ruote in ferro ancora installate) e l'antica fucina di Bruzolo, oltre a una segheria nella zona detta ressia, una pesta della canapa, un frantoio delle noci, ormai scomparsi.

### Castello
Principale monumento del paese è il Castello di Bruzolo, che con l'ampio ricetto (ora noto come "cortile del Castello"), è attualmente fra i più grandi manieri conservati in Valle di Susa. Si trova nella parte bassa del pendio. Nel 2015 è stato acquisito al demanio dello Stato per la sua eccezionale importanza storica e artistica.

### Il Prevostale
Si tratta di un borgo ormai quasi del tutto scomparso, del quale rimangono alcune case intorno a un cortile rustico (forse un'antica "grangia") e alcuni muri nell'area del Centro Polivalente del paese (via Silvio Pognant). Aveva la funzione di punto tappa lungo la Via Francigena della media Valle di Susa. Era proprietà dei canonici della Prevostura dell'Ospizio del Moncenisio, attestata sin dal 1200 e da numerosi documenti che nel XIII e XIV secolo ne tracciano la frequentazione anche con i locali feudatari, la famiglia Bertrandi.

### Fucina
Nella zona alta vi è anche la Fucina di Bruzolo, documentata come la più antica del Piemonte, risalente almeno al XIII secolo. Essa, acquistata dalla famiglia Olivero insieme al Castello nel 1797, negli anni 1990 è stata acquisita al patrimonio del Comune di Bruzolo ed è in corso di restauro.

### Campanile e chiesa parrocchiale
Infine, degno di nota è il campanile della parrocchiale. Risale all'anno 1000 e presenta caratteristiche costruttive simili a quelli di altre strutture la cui commissione pare sia dovuta agli antenati Adelaide di Susa o ai suoi discendenti. Terminati i restauri nel 2015, le facciate del campanile hanno rivelato decorazioni geometriche di colore rosso presso gli archetti marcapiano romanici, secondo un modulo formale presente anche nelle decorazioni esterne della cattedrale di San Giusto di Susa.
La chiesa parrocchiale è stata invece completamente ricostruita a navata unica con cappella laterale nel 1724. A quell'epoca soprattutto in facciata doveva presentare un aspetto barocco notevolmente diverso dall'attuale, con un nartece porticato probabilmente fornito di loggia al piano superiore; ne restano testimoni le tamponature ancora visibili nei muri interni dell'ingresso. Conserva una cappella laterale interamente affrescata da un artista minore nel Settecento.

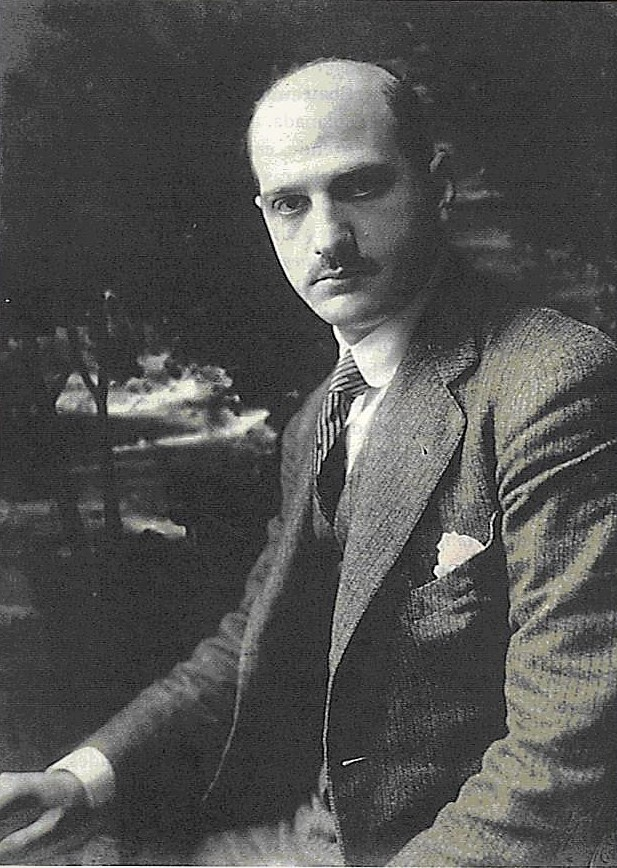
Ermelino Matarazzo

La successiva costruzione in tempi diversi delle due navate minori (in quella verso nord addirittura traforando la base del millenario campanile) ha snaturato il progetto originario. Recentemente la chiesa parrocchiale è stata sottoposta a un completo ciclo di restauro grazie al contributo di popolazione ed enti locali.

### Via Francigena
Per Bruzolo passa il tracciato della Via Francigena, rami del Moncenisio e del Monginevro, proveniente da Bussoleno e successivamente dirigentesi verso San Didero e Borgone Susa.

### Monumento funebre di Ermelino Matarazzo
Lungo la S.S. 25 del Moncenisio si trova il monumento funebre eretto dalla famiglia in memoria di Ermelino Matarazzo, industriale sudamericano, morto a trentasette anni nel 1920 per un incidente stradale in questo luogo. Per ricordarlo venne costruito con una donazione della famiglia anche l'asilo del paese, a lui dedicato.

## Società

### Evoluzione demografica
Abitanti censiti

### Etnie e minoranze straniere
Secondo i dati Istat al 31 dicembre 2017, i cittadini stranieri residenti a Bruzolo sono 75, così suddivisi per nazionalità, elencando per le presenze più significative:
1. Romania, 50

## Amministrazione

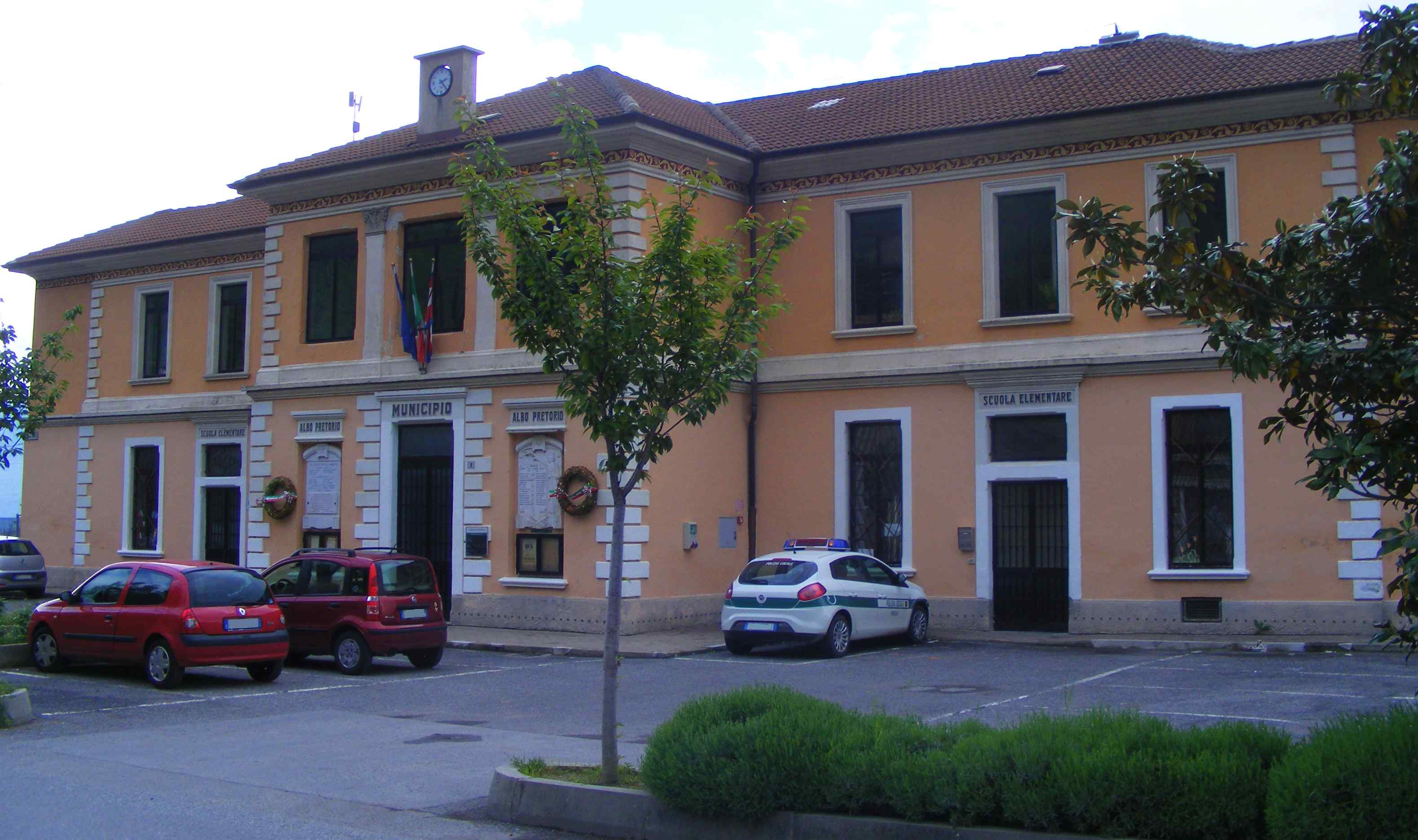
Il municipio

| Periodo | Periodo   | Primo cittadino | Partito      | Carica  | Note     |
| ------- | --------- | --------------- | ------------ | ------- | -------- |
| 1995    | 1999      | Roberto Barbon  | lista civica | Sindaco |          |
| 1999    | 2004      | Roberto Barbon  | lista civica | Sindaco |          |
| 2004    | 2009      | Mario Richiero  | lista civica | Sindaco |          |
| 2009    | 2014      | Mario Richiero  | lista civica | Sindaco |          |
| 2014    | 2019      | Chiara Borgis   | lista civica | Sindaco |          |
| 2019    | 2020      | Mario Richiero  | lista civica | Sindaco | deceduto |
| 2021    | in carica | Roberto Barbon  | lista civica | Sindaco |          |

### Altre informazioni amministrative
Il comune di Bruzolo fa parte della Comunità Montana Valle Susa e Val Sangone.